# Araneus vincibilis
Araneus vincibilis este o specie de păianjeni din genul Araneus, familia Araneidae. A fost descrisă pentru prima dată de Keyserling, 1893. Conform Catalogue of Life specia Araneus vincibilis nu are subspecii cunoscute.